# Alto Paraguai
Alto Paraguai é um município brasileiro do estado de Mato Grosso, localizado na latitude sul 14º30'49", longitude oeste 56º28'57", altitude de 238 metros acima do nível do mar. Em 2016, sua população era de 10.814 habitantes. Sua área é de 2.052,519 km².

## História
A região do território de Alto Paraguai foi largamente explorada por garimpeiros à procura de pedras preciosas e ouro. Sua história está ligada a Diamantino desde 1728. Com o fim do ciclo do ouro e do diamante no século passado, vários sítios e fazendas se formaram. Um novo ciclo garimpeiro acabou por se iniciar em 1938, com destaque para o garimpo do Gatinho, que ganhou esse apelido devido às frequentes visitas de um pequeno felino (onça ou jaguatirica), junto ao córrego trabalhado pelos garimpeiros.
Em torno do garimpo do Gatinho ficava a Fazenda Velha de Teodomiro Agripino, a fazenda da família Mendes e o garimpo do “Come Feito”. Gatinho desencolveu-se ainda mais com a descoberta dos ricos monchões de Espinhal, Várzea Bonita, Afonsinho e São Pedro.
O Decreto Lei nº 687, de setembro de 1945, desapropriou uma área de 3.600 hectares da Fazenda Varzearia para o patrimônio do Gatinho.
Em 17 de novembro de 1948, pela Lei nº 193, foi criado o distrito de Paz, chamado de Alto Paraguai. A alteração do nome deveu-se ao fato do município abrigar em seu território as nascentes do rio Paraguai.
O município de Alto Paraguai foi criado em 16 de dezembro de 1953, pela Lei nº 709.

## Turismo
Alto Paraguai possui vários atrativos turísticos.
A Lagoa da Princesa, principal formador do Rio Paraguai nasce no Município. Localizada no meio do Cerrado e cercada por buritizais, a lagoa é conhecida por ser serena e espelhar a vegetação da sua margem.
Além da Lagoa da Princesa, as águas do próprio Rio Paraguai, nas redondezas da Usina Pedro Pedrossian são um local muito escolhido pelos banhistas. Ali, anualmente é realizado um festival.
A Cachoeira do Rola é outra atração. Depois da queda, as águas formam uma piscina natural, propícia para o banho e mergulho. No Brumado são encontradas as grutas, com suas formações rochosas e abundâncias de estalactites e estalagmites.

## Últimos prefeitos eleitos
| Ano  | Prefeito | Partido | Votos | %     | Ref    |
| ---- | -------- | ------- | ----- | ----- | ------ |
| 2004 | Bilu     | PP      | 2.736 | 58,00 | [ 14 ] |
| 2008 | Adair    | PMDB    | 1.645 | 35,57 | [ 15 ] |
| 2012 | Adair    | PMDB    | 2.807 | 59,95 | [ 16 ] |
| 2016 | Diane    | PSDB    | 2.699 | 51,66 | [ 17 ] |
| 2020 | Adair    | MDB     | 3.036 | 64,12 | [ 18 ] |